# Laila (Vorname)
Laila ist ein weiblicher Vorname.

## Herkunft und Bedeutung
Für den Namen Laila kommen verschiedene Herleitungen in Frage.
Beim nordischen Namen Laila [ˈlɑi.lɑ] handelt es sich um eine Variante von Láilá, der entweder vom samischen Wort für „weise“ abgeleitet wird, oder über Áila und Áile eine samische Variante von Helga darstellt.
Der arabische Name ليلى laīlā [ˈlaj.laː] bedeutet in erster Linie „Nacht“, lässt sich jedoch auch mit „Extase“, „Rausch“ oder „Wein“, „Duft von Wein“ übersetzen.

## Verbreitung

### Englischer Sprachraum
Der Name Laila ist in den USA relativ selten. Seine Variante Layla hingegen ist sehr beliebt. Während diese Namensform noch im Jahr 1997 nicht zu den 1000 meistvergebenen Mädchennamen zählte, erreichte sie im Jahr 2006 bereits Rang 100. Sie nahm weiter an Popularität zu, bis sie im Jahr 2019 mit Rang 23 die bislang höchste Platzierung in den Vornamencharts erreichte. Im Jahr 2022 stand diese Namensvariante auf Rang 29 der Hitliste. Die Namensform Leila war bereits im ausgehenden 19. Jahrhundert in den Vereinigten Staaten geläufig, jedoch sank seine Popularität zu Beginn des 20. Jahrhunderts immer weiter, bis er nur noch ausgesprochen selten vergeben wurde. Ende der 1990er und Anfang der 2000er Jahre nahm die Beliebtheit des Namens rasch zu, bis er sich in den vorderen 200er-Rängen der Vornamencharts etablierte.
Im Jahr 2008 trat der Name Layla mit Rang 87 erstmalig in die Top-100 der kanadischen Vornamencharts ein. Im Jahr 2019 belegte er Rang 40.
In Australien trat der Name Layla im Jahr 2004 in die Top-100 der Vornamencharts ein, wo er sich rasch unter den 50 beliebtesten Mädchennamen etablierte. Als bislang höchste Platzierung erreichte der Name im Jahr 2020 Rang 24 der Hitliste. Zuletzt stand er auf Platz 40 der Vornamencharts (Stand 2022).
In Neuseeland erreichte der Name Layla erstmals im Jahr 2010 eine Platzierung unter den 100 beliebtesten Mädchennamen. Mit Rang 29 erreichte der Name im Jahr 2022 seine bislang höchste Platzierung in der Hitliste.
In England und Wales ist der Name Laila seit den 2000er Jahren geläufig. Im Jahr 2010 zählte er mit Rang 95 bislang einmalig zu den 100 meistgewählten Frauennamen. Die Namensvariante Layla trat bereits im Jahr 2005 in die Top-100 der Vornamencharts ein und nahm an Beliebtheit zu. Als höchste Platzierung erreichte der Name im Jahr 2012 Rang 29 der Hitliste. Seitdem wird er etwas seltener vergeben, erreichte jedoch im Jahr 2021 immer noch Rang 53 der Vornamencharts. Die Variante Leila kommt deutlich seltener vor, ist jedoch ebenfalls geläufig. In Nordirland zählt Layla seit 2012 zur Top-100. In Schottland hat sich die Namensvariante Layla unter den 50 beliebtesten Mädchennamen etabliert.
In Irland zählt Layla seit 2009 zu den 100 meistgewählten Mädchennamen.

### Deutscher Sprachraum
In der Schweiz sind Laila und seine Varianten geläufig, jedoch nicht sehr häufig. Einzig die Variante Leyla erreichte im Jahr 2021 mit Rang 94 erstmals die Top-100 der Vornamenscharts. Die Varianten Laila (Rang 212, Stand 2021), Leila (Rang 245, Stand 2021) und Layla (Rang 282, Stand 2021) werden deutlich seltener vergeben.
Auch in Österreich ist Leyla mit Rang 95 (Stand 2021) die häufigste Variante. Die weiteren Varianten kommen seltener vor, sind jedoch geläufig. Laila stand im Jahr 2021 auf Rang 254 der Hitliste (höchste Platzierung Rang 206 im Jahr 2020), während Leila und Layla gemeinsam auf Rang 379 standen. Die höchsten Platzierungen dieser Varianten waren im Jahr 2000 Rang 265 für die Variante Leila und Rang 297 für Layla im Jahr 2012.
In Deutschland ist der Name Laila geläufig, wird jedoch nicht sehr häufig vergeben. Seit der zweiten Hälfte der 2010er Jahre etablierte er sich in den 100er-Rängen der Vornamenscharts. Im Jahr 2022 stand er auf Rang 164 der Vornamenscharts, wobei Laila (ca. 52 %) und Layla (ca. 48 %) als gleichlautende Varianten desselben Namens in der Auswertung zusammengefasst wurden. Die Variante Leyla belegte im selben Jahr Rang 67 der Vornamenscharts. Sie wurde in der Auswahl mit Leila (ca. 22 %) und Lejla (ca. 9 %) zusammengefasst. Auch diese Varianten werden seit der zweiten Hälfte der 2010er Jahre häufiger vergeben, obwohl sie schon vorher bekannt waren. Während Laila und Layla vor allem in Brandenburg beliebt sind, sind die Varianten Leyla, Leila und Lejla vor allem in Berlin, Bremen und Baden-Württemberg verbreitet.

### Weitere Länder
In Frankreich war der Name Laila in den 1970er und 1980er Jahren zwar selten, jedoch geläufig. Die Variante Leila nahm ab den 1950er Jahren an Beliebtheit zu. In den 1970er Jahren etablierte sie sich in den 100er-Rängen der Vornamenscharts. Die Schreibweise Leila wurde in den frühen 2010er Jahren von der Variante Leïla abgelöst.
Während der Name Laila in den Niederlanden nur vereinzelt vergeben wird, ist seine Variante Layla zwar selten, jedoch geläufig. Im Jahr 2022 belegte diese Namensform Rang 250 der Vornamenscharts. Noch häufiger wird die Variante Leyla gewählt. Diese stand im Jahr 2022 auf Rang 184 der Hitliste.
In Norwegen war der Name Laila Mitte des 20. Jahrhunderts sehr beliebt und zählte bis 1978 zu den 50 meistgewählten Mädchennamen des Landes. Mitte der 1970er Jahre fiel seine Popularität jedoch rapide ab, sodass er im Jahr 1982 die Top-100 der Vornamenscharts verließ. Auch in Dänemark, Finnland und Schweden ist der Name Laila verbreitet.
Der Name Laila war Mitte der 1960er bis Mitte der 1970er Jahre in Lettland sehr beliebt und belegte im Jahr 1970 Rang 26 der Hitliste. Die Variante Leila belegte im Jahr 2020 Rang 89 der Charts.
In Ungarn zählte die Variante Leila von 2008 bis 2018 zur Top-100 der Vornamenscharts.
Die Namensvariante Leyla hat sich in Aserbaidschan unter den 15 meistgewählten Mädchennamen etabliert.
In der Türkei zählte Leyla bis 1995 zu den 30 beliebtesten Mädchennamen. Danach sank seine Popularität, bis der Name im Jahr 2004 die Top-100 der Vornamenscharts verließ. Im Jahr 2020 trat der Name wieder in diese Liste ein und nahm im darauffolgenden Jahr an Beliebtheit zu (Rang 75, Stand 2021).
In Brasilien nahm die Popularität des Namens Laila gegen Ende des 20. Jahrhunderts zu, sodass er im Jahr 2000 auf Rang 157 der Vornamenscharts stand. Die Variante Layla (Rang 497, Stand 2000) wird deutlich seltener vergeben. Der Name Leila hingegen war von den 1950er bis 1970er Jahren beliebt und erreichte dabei sogar die Top-100 der Vornamenscharts.

## Varianten

### Schwedischer Name
Weibliche Varianten
- Dänisch: Helga
  - Diminutiv: Hella, Helle
- Deutsch: Helga
  - Diminutiv: Hella
- Estnisch: Aili
  - Diminutiv: Helle
- Finnisch: Aila, Aili, Helga, Helka
  - Diminutiv: Lailu, Laikki, Lape
  - Samisch: Áila, Áile, Láilá
- Isländisch: Helga, Læla
- Niederländisch: Helga
- Norwegisch: Helga
  - Diminutiv: Hege, Helle
- Tschechisch:  Helga
- Ungarisch: Helga

Männliche Varianten
- Belarusisch: Алег Aleh
- Dänisch: Helge
- Deutsch: Helge
- Finnisch: Helge
- Georgisch: ოლეგ Oleg
- Isländisch: Helgi
- Lettisch: Oļegs
- Norwegisch: Helge
- Russisch: Олег Oleg
- Ukrainisch: Олег Aleh

### Arabischer Name
- Arabisch: ليلى laīlā
- Aserbaidschanisch: Leyla
- Bosnisch: Lejla, Lajla
- Deutsch: Layla, Leyla, Leila, Lejla
- Englisch: Lailah, Layla, Laylah, Leila, Leilah, Lela, Leyla, Lila, Lilah, Lyla, Lylah
- Französisch: Leila, Leïla
- Georgisch: ლეილა Leila
- Isländisch: Læla
- Kurdisch: Leila, Leyla
- Persisch: لیلا laīlā
- Türkisch: Leyla
- Urdu: لیلیٰ laīlā

## Bekannte Namensträgerinnen

### Laila
- Laila (* 1980), indische Schauspielerin
- Laila Ali Abdulla, First Lady der Malediven
- Laila Ali (* 1977), Boxerin und Tochter von Muhammad Ali
- Laila Bachtiar (* 1971), österreichische Künstlerin
- Laila Biali (* 1980), kanadische Jazzsängerin, Songwriterin und Pianistin
- Laila Bokhari (* 1974), norwegische Politikwissenschaftlerin und Politikerin
- Laila Riksaasen Dahl (* 1947), norwegische Bischöfin
- Laila Dalseth (* 1940), norwegische Jazzsängerin
- Laila Darboe (* um 1998), deutsche Rapperin, siehe Layla (Rapperin)
- Laila Dåvøy (* 1948), norwegische Politikerin
- Laila Edwards (* 2004),  US-amerikanische Eishockeyspielerin
- Laila Salome Fischer (* 1987), deutsche Sängerin
- Laila Freivalds (* 1942), schwedische Politikerin
- Laila Friis-Salling (* 1985), grönländische, international häufig auch für das Dänemark startende, Freestyle-Skierin in der Disziplin Halfpipe
- Laila Gohar (* 1988), ägyptische Köchin und Vertreterin der Food Art
- Laila Halme (1934–2021), finnische Chanson- und Schlagersängerin
- Laila Hansen (* 1966), grönländische Filmregisseurin, Musikerin und Performancekünstlerin
- Laila Kaland (1939–2007), norwegische Politikerin
- Laila Kinnunen (1939–2000), finnische Sängerin
- Laila Kveli (* 1987), norwegische Skilangläuferin
- Laila Lalami (* 1968), marokkanische Schriftstellerin
- Laila Mickelwait (* 1982), US-amerikanische Anwältin, Aktivistin und Autorin
- Laila Nielsen (* 1980), deutsch-schweizerische Film- und Theaterschauspielerin
- Laila Schou Nilsen (1919–1998), norwegische Eisschnellläuferin, Skirennläuferin und Tennisspielerin
- Laila Padotzke (* 2004), deutsche Schauspielerin
- Laila Alina Reischer (* 1980), österreichische Filmschauspielerin, Autorin und Regisseurin
- Laila Robins (* 1959), US-amerikanische Schauspielerin
- Laila Rouass (* 1971), britische Schauspielerin
- Laila Samuelsen (* 1976), norwegische Singer-Songwriterin
- Laila Schuster (* 1997), deutsche Schauspielerin
- Laila Selbæk (* 1981), norwegische Skilangläuferin
- Laila Shawa (1940–2022), palästinensische Künstlerin
- Laila Ferrer de Silva (* 1982), brasilianische Speerwerferin
- Laila Soliman (* 1981), ägyptische Theaterautorin, Dramaturgin und Regisseurin
- Laila Soueif (* 1956), ägyptische Menschen- und Frauenrechtsaktivistin
- Laila Stieler (* 1965), deutsche Drehbuchautorin und Filmproduzentin
- Laila Stien (* 1946), norwegische Schriftstellerin
- Laila Traby (* 1979), französische Mittel- und Langstreckenläuferin
- Laila Youssifou (* 1996), niederländische Ruderin
- Laila Ziegler (* 2006), deutsche Kinderdarstellerin und Model

### Laïla
- Laïla Marrakchi (* 1975), marokkanische Regisseurin und Drehbuchautorin

### Layla
- Layla, bürgerl. Laila Darboe (* 1997/98), deutsche Rapperin

- Layla AlAmmar, aus Kuwait stammende Schriftstellerin und Akademikerin
- Layla Al-Attar (1944–1993), irakische Malerin
- Layla Dawson (1949–2015), britische Architektin und Architekturkritikerin
- Layla El (* 1977), britische Tänzerin, Model und Wrestlerin
- Layla Haynes (* 2005), barbadische Leichtathletin
- Layla al-Masri (* 1999), US-amerikanisch-palästinensische Leichtathletin
- Layla Moran (* 1982), britische Politikerin (Liberal Democrats)
- Layla Roberts (* 1974), US-amerikanische Schauspielerin und Model
- Layla Timergazi (* 2001), neuseeländische Schachspielerin
- Layla Zoe, kanadische Musikerin

### Laylah
- Laylah Ali (* 1968), US-amerikanische bildende Künstlerin mit afroamerikanischen Wurzeln

### Leila
- Leila Abaschidse (1929–2018), georgische Schauspielerin
- Leila Aboulela (* 1964), sudanesische Schriftstellerin
- Leila Ahmed (* 1940), ägyptisch-US-amerikanische Hochschullehrerin
- Leila Alaoui (1982–2016), französisch-marokkanische Fotografin und Videokünstlerin
- Leila Al-Serori (* 1988), österreichische Journalistin
- Leila Aman (* 1977), äthiopische Langstreckenläuferin
- Leila Araghian (* 1983), Iranische Architektin
- Leila Barros (* 1971), brasilianische Volleyball- und Beachvolleyballspielerin
- Leila Ben Youssef (* 1981), tunesische Stabhochspringerin
- Leila Chaled (* 1944), PFLP-Mitglied und Flugzeugentführerin
- Leila S. Chudori (1962), indonesische Autorin
- Leila Denmark (1898–2012), US-amerikanische Kinderärztin
- Leila Ebrahimi (* 1979), iranische Leichtathletin
- Leila Younes El-Amaire (* 1991), deutsche Juristin und Poetry-Slamerin
- Leila Esfandiari (1971–2011), iranische Höhenbergsteigerin und Höhlenforscherin
- Leila George (* 1992), australische Schauspielerin
- Leila Gschwentner (* 2003), österreichische Radrennfahrerin
- Leila Hacène, Pseudonym Yasmine Amar (* 1936), algerische Schriftstellerin
- Leila Hadji (1998), französische Leichtathletin
- Leila Hatami (* 1972), iranische Schauspielerin
- Leila Hyams (1905–1977), US-amerikanische Schauspielerin
- Leila Josefowicz (* 1977), kanadische Violinistin
- Leila Ivonne Juez de Baki (* 1951), ecuadorianische Diplomatin und Politikerin
- Leila K. (* 1971), schwedische Popsängerin marokkanischer Abstammung
- Leila Kais (* 1968), deutsche Autorin, Literaturübersetzerin und Dolmetscherin
- Leila Lassouani (* 1977), algerische Gewichtheberin
- Leila Leigh (* 1975), US-amerikanische Schauspielerin
- Leila de Lima (* 1959), philippinische Juristin, Hochschullehrerin und Politikerin
- Leila Lopes (* 1986), angolanische Schönheitskönigin und Miss Angola 2011
- Leila Lowfire (* 1993), deutsche Podcasterin, Model und Schauspielerin
- Leila Luik (* 1985), estnische Langstreckenläuferin
- Leila Marzocchi (* 1959), italienische Autorin und Comiczeichnerin
- Leila Consuelo Martinez Ortega (* 1994), kubanische Beachvolleyballspielerin
- Leila Moreira (* 1988), brasilianische Fußballschiedsrichterassistentin
- Leila Mourad (1918–1995), ägyptische Sängerin und Schauspielerin
- Leila Mes’chi (* 1968), georgische Tennisspielerin
- Leila Mimmack (* 1993), britische Schauspielerin
- Leila Negra, bürgerlich Marie Nejar (1930–2025), deutsche Schlagersängerin und Schauspielerin
- Leila Ouahabi (* 1993), spanisch-marokkanische Fußballspielerin
- Leila Pärtelpoeg (* 1927), Innenarchitektin, Expertin für die Restaurierung historischer Innenräume, estnische Meisterin im Slalom 1949
- Leila Pazooki (* 1977), iranische Künstlerin, die in Berlin lebt und arbeitet
- Leila Piccard (* 1971), französische Skirennläuferin
- Leila Rajabi (* 1983), iranische Leichtathletin
- Leila Rupp (* 1950), US-amerikanische Autorin, Frauenrechtlerin, Historikerin und Soziologin
- Leila Schayegh (* 1975), Schweizer Violinistin der historischen Aufführungspraxis
- Leila Schneps (* 1961), US-amerikanische Mathematikerin und Schriftstellerin
- Leila Shenna, marokkanische Filmschauspielerin
- Leila Toubel, tunesische Schauspielerin und Bühnenautorin
- Leila Vaziri (* 1985), US-amerikanische Schwimmerin
- Leila Ross Wilburn (1885–1967), US-amerikanische Architektin des frühen 20. Jahrhunderts

### Leïla
- Leïla Ben Ali (* 1956), Ehefrau des tunesischen Präsidenten Zine el-Abidine Ben Ali
- Leïla Bekhti (* 1984), französische Schauspielerin
- Leïla Chaibi (* 1982), französische Politikerin (La France Insoumise), MdEP
- Leïla Maknoun (* 1992), französisch-tunesische Fußballspielerin
- Leïla Marouane (* 1960), französische Journalistin und Schriftstellerin
- Leïla Martial (* 1984), französische Jazzsängerin
- Leïla Menchari (1927–2020), tunesisch-französische Schaufenstergestalterin
- Leïla Sebbar (* 1941), französische Schriftstellerin und Journalistin
- Leïla Slimani (* 1981), französisch-marokkanische Schriftstellerin und Journalistin

### Leyla
- Leyla Bilge (* 1981), deutsche, kurdischstämmige Politaktivistin und Parteimitglied der AfD
- Leyla Bouzid (* 1984), tunesische Filmregisseurin und Drehbuchautorin
- Leyla Erbil (1931–2013), türkische Schriftstellerin
- Leyla Feray (* 1993), türkische Schauspielerin
- Leyla Gencer (1928–2008), türkische Opernsängerin (Sopran)
- Leyla Gül (* 1974), Schweizer Politikerin (SP) türkischer Abstammung
- Leyla Güngör (* 1993), schwedisch-türkische Fußballspielerin
- Leyla Güven (* 1964), kurdisch-türkische Politikerin
- Leyla Hussein (* 1980), britische Psychotherapeutin und Aktivistin gegen die weibliche Genitalverstümmelung
- Leyla Îmret (* 1987/88), kurdischstämmige türkische Kommunalpolitikerin
- Leyla McCalla (* 1985), US-amerikanische Singer-Songwriterin, Cellistin und Banjospielerin
- Leyla Onur (* 1945), deutsche Europa-Politikerin
- Leyla Piedayesh (* 1970), iranisch-deutsche Modeschöpferin und Unternehmerin
- Leyla Qasim (1952–1974), kurdischstämmige irakische Dissidentin
- Leyla Rohrbeck (* 1990), deutsche Synchron- und Hörspielsprecherin
- Leylâ Saz (1850–1936), türkische Komponistin
- Leyla Tanlar (* 1997), türkische Schauspielerin
- Leyla Asım Turgut (1911–1988), türkische Architektin und Spartlerin
- Leyla Vəkilova (1929–1999), aserbaidschanisch-sowjetische Ballerina, Tänzerin, Choreografin und Hochschullehrerin
- Leyla Yunus (* 1955), aserbaidschanische Menschenrechtsaktivistin
- Leyla Zana (* 1961), kurdischstämmige türkische Politikerin

### Leylah
- Leylah Fernandez (* 2002), kanadische Tennisspielerin